# Chrysophyllum sanguinolentum
Chrysophyllum sanguinolentum là một loài thực vật có hoa trong họ Hồng xiêm. Loài này được (Pierre) Baehni mô tả khoa học đầu tiên năm 1965.